# Ikkyu (manga)
Pour les articles homonymes, voir Ikkyu.
Ikkyu (あっかんべェ一休, Akkan bē Ikkyū) est un seinen manga de Hisashi Sakaguchi. Il est prépublié dans le Monthly Afternoon entre décembre 1993 et 1995 et compilé en un total de quatre volumes reliés. La série est interrompue par la mort de l'auteur, décédé d'une crise cardiaque à l'âge de 49 ans.
L'histoire est inspirée de la vie d'un moine zen non conformiste, Ikkyū Sōjun, prétendument fils de l'empereur Gokomatsu. Ikkyû vécut au XVe siècle. Dans ce manga l'auteur combine ce que nous savons de la vie d'Ikkyû (1394-1481) en optant pour certaines thèses, comme l'origine impériale d'Ikkyû, remise en question par certains chercheurs, ou encore la diabolisation du condisciple Yôsô (養叟), avec les contes nés à l'époque d'Edo, Ikkyûbanashi (一休咄), et une interprétation de la pensée d'Ikkyû.
Le récit illustré est entrecoupé de descriptions de l'histoire du Japon à cette époque : guerres, famines, rivalités entre les shoguns, évolution du théâtre Nô, etc. Une série animée (296 épisodes) a été produite pour la télévision entre 1977 et 1982  par la Toei Animation. Le 1er épisode est disponible sur la chaîne YouTube du musée Toei Animation. Certains épisodes très connus de cet animé au Japon se retrouvent dans le manga de Sakaguchi.
La version française est éditée en quatre tomes par Glénat dans la collection Kaméha, puis rééditée par Vents d'Ouest en six tomes.

## Résumé
Dans le premier tome, nous suivons le jeune Senguikumaru de son enfance à ses 18 ans. Sa mère, recluse et vivant pauvrement, décide de le placer dans un monastère. Devenu Shûken, il découvre la dureté de l'éducation et de la vie monastiques, il découvre aussi son origine impériale, ce qui ne le sauve pas de la violence ou du vice de ses camarades d'apprentissage. Néanmoins il se prend de passion pour la lecture des écritures et se distingue vite par son intelligence et son sens de la repartie. Attiré par un moine iconoclaste défendant les villageois et menant une vie misérable, il devient son disciple au début du tome 2 et jusqu'à la mort du vieux moine.
Dans le second tome, Ikkyû est déjà plus âgé et il est disciple du moine Ken-ô. Celui-ci est retiré dans un temple complètement délabré et qui menace de s'effondrer par certains endroits. Ikkyû s'est vu interdire par son maître de pratiquer le Zazen, de s'asseoir et méditer. Par la suite, une maladie emporte Ken-ô, et le jeune bonze, désespéré pendant quelque temps, se reprend et décide de suivre l'enseignement du temple Daitoku-Ji sous la direction de Kasô Sôdon. L'accès du temple de Katata lui est un moment interdit, Ikkyû jeûne devant la porte pour y rentrer et obtient gain de cause. Il se voit refuser une natte pour dormir dans le temple, et s'installe, à proximité, dans une barque de pêcheur. Il y ressent son éveil, puis reçoit le sceau de Kaso afin qu'il lui succède, ce qui provoque la jalousie de Yoso. Il repart en errance, a de nombreuses visions et se fait tabasser.
Dans le troisième tome, Senguikumaru , mendiant sur les routes, fait différentes rencontres. Il fréquente des femmes. Repassant au temple de Kaso, il apprend son décès. Yoso, y est finalement devenu son successeur et déteste Ikkyû qui le méprise. Il mène une vie de moine errant, fabrique des sandales en paille qu'il vend en cheminant. Ayant appris le décès de sa mère, il passe chez l'ancien empereur Gokômatsu qui lui dit être son père. Il s'équipe d'un sabre de bois et vient défier Yoso au temple de Yôshu-an proche de Sakai.
Dans le quatrième tome, Senguikumaru est recherché pour devenir supérieur du Monastère Daïtoku-ji. Cela provoque encore la colère de Yoso. Il reste peu de temps car il dit s'être ennuyé et préfère repartir pour être libre de boire et de fréquenter des femmes. Ikkyû admire la nature et compose des poèmes de "Nuages fous" . Il fait la connaissance de Shinzoëmon, un vieil homme poète, qui l'accompagne pour différents voyages. Le monastère Daïtoku-ji brule. Yoso le fait reconstruire et y recoit Ikkyû auquel il essaie d'expliquer sa manière d'enseigner le bouddhisme. En 1456 Ikkyû reconstruit un petit temple Myôshô-ji. Il y écrit des poèmes avec des dessins pour les enfants. Pour fêter le nouvel an il arbore un crane en haut d'un bâton en proclamant que l'homme est un squelette sans différence de sexes ni de classes. Il s'installe dans un ermitage avec ses disciples et fait la connaissance de Shin, une artiste mendiante aveugle qui chante. Il l'accueille dans l'ermitage mais elle part rapidement. Après quelque temps, Shin, toujours amoureuse, vient le retrouver. En 1481 Ikkyû meurt à 88 ans.

## Distinctions
Le manga reçoit le prix d'excellence du Prix de l'Association des auteurs de bande dessinée japonais en 1996.

### Documentation
- Paul Gravett (dir.), « De 1990 à 1999 : Ikkuyu », dans Les 1001 BD qu'il faut avoir lues dans sa vie, Flammarion, 2012 (ISBN 2081277735), p. 600.